# فضول المعرفة (كتاب)
فضول المعرفة: الإبداع والكرم في عصر الاتصالات (بالإنجليزية: Cognitive Surplus: Creativity and Generosity in a Connected Age)‏ كتاب جاد ألفه كلي شيركي ، صدر 2010 وفيه يدعي أنه مع تطور التقنية أصبح الناس أكثر قدرة على استثمار أوقاتهم والعمل التعاوني والجماعي لإعطاء مردود كبير بجمع فضول معرفتهم المتناثرة، والكتاب تتممة لفكرته التي طرحها في كتاب ها قد أتى الجميع والذي تناول فيه قدرة المواقع الاجتماعية على تنظيم غير المنظم.